# Innocence (다비치의 음반)
《Innocence》는 다비치의 두 번째 미니 음반으로, 2010년 5월 6일 발매되었다.

## 수록곡
1. 시간아 멈춰라 (타이틀 곡)
  - 작사: Hitman 'bang'
  - 작곡: Hitman 'bang', 김도훈
2. 첫키스
  - 작사: 정광필, 이형석
  - 작곡: 윤건
3. 떠나지마
  - 작사: 윤명선, 백찬
  - 작곡: 윤명선
4. 사랑을 못해 이별을 못해
  - 작사: 김도훈, 김기범
  - 작곡: 김도훈, 김기범
5. Shadow
  - 작사: 이상백, DK4RG
  - 작곡: H2M

## 차트 기록

### 가온차트
| 곡명 (앨범명)           | 디지털 종합 차트 | 앨범 차트 |
| ----------------------- | ---------------- | --------- |
| Innocence               | -                | 4위       |
| 시간아 멈춰라           | 1위              | -         |
| 사랑을 못해 이별을 못해 | 6위              | -         |

## 특이사항
- 타이틀곡 시간아 멈춰라의 뮤직비디오에서 티아라의 은정이 출연했다.

| 가온 디지털 종합 주간 차트 1위 노래 |                   |                              |
| 이전                                | 2010년 5월 셋째주 | 다음                         |
| "NU ABO" F(x)                       | 2010년 5월 셋째주 | "2 Different Tears" 원더걸스 |
|                                     |                   |                              |
|                                     |                   |                              |